# Srednjoafrička carinska i ekonomska unija
Srednjoafrička carinska i ekonomska unija (L’Union Douaniere et Economique de l’Afrique Centrale – UDEAC), osnovana je 1964. u Brazavilleu, na sastanku šefova srednjoafričkih zemalja (Kamerun, Srednjoafrička Republika, Kongo, Gabon. Sporazum je stupio na snagu 1. siječnja 1966. g. Sporazum predviđa koordinaciju politike razvoja industrije, planiranja, transporta, trgovine, kao fiskalne i carinske politike članica. Zemlje UDEAC inače vode koordiniranu monetarnu politiku, jer pripadaju i monetarnoj zoni francuskog franka.